# Ignat Bednarik
Ignat Bednarik (Orșova, 8 marzo 1882 – Bucarest, 11 marzo 1963) è stato un pittore rumeno conosciuto soprattutto per il suo uso dell'acquarello.
Insieme a sua moglie Elena Alexandra Barabas partecipò alla fondazione del "Cenaclul Idealist", un gruppo di ritrovo letterario-artistico a carattere simbolista. Fu, tra le altre cose, un membro fondatore del "Sindicatul Artelor Frumoase", sindacato degli artisti in Romania, e un seguace dell'Art Nouveau.

## Vita
Ignat Bednarik nacque a Orșova, allora situata nell'Impero Austrio-Ungarico, da genitori di origine ceca: Adalbert Bednarik, originario della Moravia, e Genoveva Hauschka. Mentre studiava alla Scuola Superiore Traian di Drobeta-Turnu Severin, vinse il primo premio per i disegni presso la società Tinerimea Română.

## Studi
Tra il 1898 e il 1900, sotto la guida del maestro Ion Georgescu, studiò scultura e pittura all'Accademia delle Arti di Bucarest, dove conobbe i colleghi Jean Alexandru Steriadi, Ion Teodorescu-Sion e Constantin Brancusi. Dopo essersi diplomato all'Accademia delle Arti di Bucarest, partì per frequentare dei corsi all'Accademia di Belle Arti di Vienna.
Nel 1909 sposò Elena Alexandra Barabas, anch'essa diplomata all'Accademia di Belle Arti di Bucarest. Insieme decisero di partire per Monaco di Baviera per studiare all'Accademia di Belle Arti.

## Il debutto
La famiglia Bednarik fece il suo debutto artistico nel 1910 al Salone d'Autunno tenutosi al Grand Palais di Parigi. Bednarik partecipò con un piatto decorativo rappresentante un orangotango e un pappagallo. Nel 1913 espose per la prima volta in Romania, nell'Associaţia Artistică. Nello stesso anno aprì, su Calea Victoriei, l'Accademia di Arti Decorative Bednarik. Qui, Elena e Ignat lavoravano e insegnavano disegno, la tecnica dell'acquarello e l'arte decorativa. Nel 1915, dopo aver preso parte ad esposizioni nei saloni ufficiali, Ignat organizzò la sua prima mostra personale a Bucarest, nella Sala Ateneului, insieme a Horia Boamba e Sofronie Constantinescu, suoi grandi amici. L'esposizione attirò l'attenzione del collezionista Anastase Simu. Sempre nel 1915 fondò "Cenaclul Literar" insieme allo scultore Alexandru Severin e con il sostegno del poeta Alexandru Macedonski.

## Opere
Le opere del suo periodo maturo portarono il simbolismo europeo in Romania.
La voglia di evasione viene espressa attraverso l'uso degli acquarelli. In alcune sue opere viene realizzata, attraverso la rappresentazione del mondo dei miti, una proiezione simbolica della realtà. In "Când zeii umblau pe pământ" (1915) Bednarik esplora l'interdipendenza tra cielo e terra, mentre in "Sfârșitul legendei" (1915) rappresenta la demitizzazione del mondo quale finzione. Il bisogno di evasione, il desiderio dell'assoluto e il desiderio di ricreare la realtà in una dimensione ideale vengono espressi in "Drumul Spre glorie" (1915) , in "Spiritul triumfă" (1916), in "Excelsior" e in "Căile vieții" (1922).
Sentimenti di nostalgia e rêverie vengono espressi in opere come "Ioana" (1920), in "Scrisoarea" (1921) e in "Portretul Doamnei M. Tomescu" (1923).
Il rifugio nel mondo delle leggende e delle ballate popolari dimostra l'interesse di Bednarik per il folklore rumeno, interesse che si può notare nelle sue illustrazioni create per "Basmele românilor" (1925/26) di Petre Ispirescu. Un altro tipo di fuga simbolica avviene nel regno delle belle sensazioni e delle corrispondenze.
Il tema della musica appare spesso nelle opere di Bednarik, come in "Fetiță cu vioară" (1915) e "La pian" (1922). Bednarik associa spesso la musica ai fiori che decorano l'interno dove la prima viene prodotta e a volte sono abbozzati così debolmente sulla tela da essere quasi invisibili. I fiori sono spesso presenti nei ritratti di bambini, come in "Ziua Mamei", e quasi sempre nei dipinti di figure femminili, associazione prediletta dagli artisti del '900, come in "Portretul soției artistului" (1919), "Portret de fată" (1925) e "Portretul Domnișoarei J.P." (1924). Il simbolismo floreale è legato alla scelta del fiore che dà risalto alla figura femminile. Padroneggiando la tecnica dell'acquerello, Bednarik circonda i suoi soggetti con gigli, rose o peonie. Nel suo periodo artistico successivo, dal 1919 al 1928, la natura morta con fiori diviene uno dei suoi soggetti preferiti.

## Ultimi lavori
La violenza della Prima Guerra Mondiale mise un freno alle sue composizioni simboliche. Quando Bucarest fu occupata dalle truppe tedesche Bednarik si stabilì a Iași e, come membro del Grupului Artiștilor și Sculptorilor, gruppo di artisti e scultori di guerra, si impegnò nella realizzazione di dipinti. Dopo la fine della Prima Guerra Mondiale venne onorato con la Croce Commemorativa.
Tra il 1915 e il 1927 organizzò otto esposizioni personali a Bucarest e, nel 1928, una mostra a New York. L'esposizione personale aperta a New York venne organizzata dalla Legazione Rumena in collaborazione con "The Art Center", e Bednarik vi espose undici opere. In alcune di esse vi erano ritratte scene della vita quotidiana dei rumeni.

## L'ultimo periodo creativo
Verso il 1947, in ripresa da un periodo di cecità quasi totale, realizzò alcuni dipinti ad acquarello rappresentanti la città vecchia di Bucarest, come ad esempio "Mielu Gras!" (1950) "Cu păsări" (1950), "Haine vechi" (1951), "Zarzavagiul" (1953) e "Pânzarul slovac" (1954). Alcuni rappresentano episodi della storia rumena, come ad esempio "Execuția lui Gheorghe Doja" (1951) , ultima opera storica del pittore. Quest'opera rappresenta l'esecuzione dell'ex capo dei contadini che insorse contro la nobiltà nel 1514. Nello stesso periodo realizzò una serie di opere dedicate alla vita sociale e di partito nella vecchia Bucarest, come "Cu Mișka la Șosea" (1954) , "Invalidul flașnetar" (1955) e "Nicu Metz" (1959). Nel 1956 venne organizzata a Bucarest, dall'Unione degli artisti, una mostra retrospettiva a lui dedicata. In questa furono raccolte le opere appartenenti a tutti i periodi creativi dell'artista, realizzate in tutte le tecniche , eccezion fatta per alcune opere d'arte decorativa e le collaborazioni con la Regina Maria.

## Il significato delle sue opere
Ignat Bednarik ha dato espressione ad una questione filosofica, sia con le sue composizioni sociali e simboliche, sia con i suoi ritratti simbolisti e le rappresentazioni floreali. L'uomo era al centro delle sue preoccupazioni e Bednarik le traduceva in varie forme. Le sue scelte innovative sono state, a volte, causa di un'insufficiente comprensione del suo lavoro.

## Critica
(Eugenia de Reuss Ianculescu)
(Virgil Vătășianu)
(Fulmen)
(Petru Comarnescu)

## Illustrazioni e copertine curate da Ignat Bednarik
- Crinul vieții (1913), Maria di Sassonia-Coburgo-Gotha, casa editrice Socec - copertina.
- O legendă de la Muntele Athos (1923), II ed., Maria di Sassonia-Coburgo-Gotha, casa editrice Ig. Hertz - illustrazioni.
- Ce-a văzut Vasile Soldatul. Poveste din timpul războiulu (1925), Maria di Sassonia-Coburgo-Gotha - illustrazioni.
- Zmeul (1925), Nicolae Nigrim Mihaescu, casa editrice Cartea Românească - copertina.
- Legendele sau basmele românilor adunate din gura poporului (1926), II vol., Petre Ispirescu, casa editrice Cartea Românească - copertina e illustrazioni.
- În grădina lui Naș Mușat (1926), Alexandru Lascarov-Moldovanu, casa editrice Cartea Românească - copertina.
- Regine încoronate (1933), II vol., Maria di Sassonia-Coburgo-Gotha, casa editrice Adevărul - copertina.

## Lascito
Oggi i suoi lavori possono essere ammirati in diverse collezioni e musei, sia in Romania che all'estero, come ad esempio al Museo Nazionale d'Arte della Romania, al Museo Militare Nazionale a Bucarest, al Museo Nazionale di Storia della Romania, alla Biblioteca dell'Accademia rumena a Bucarest, al Museo Nazionale Brukenthal a Sibiu e al Museo Albertina a Vienna.